# Salinas de Garcí Mendoza

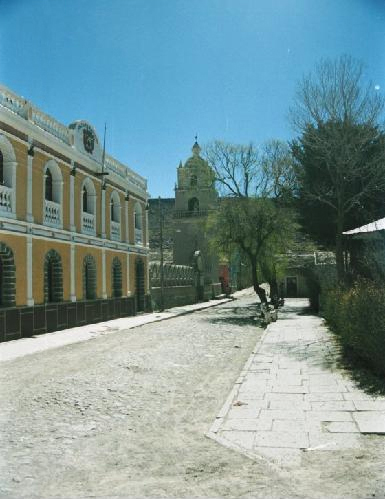
Salinas de Garci Mendoza.

Salinas de Garci Mendoza är huvudort i provinsen Ladislao Cabrera  i departementet Oruro i Bolivia. Salinas de Garci Mendoza ligger 280 km sydväst om staden Oruro.